# SCサンパウロ
SCサンパウロ (ポルトガル語: Sport Club São Paulo) は、ブラジル・リオグランデ・ド・スル州リオ・グランデを本拠地とすサッカークラブである。これまでカンピオナート・ブラジレイロ・セリエAに3度参戦した。ブラジル国内にはサンパウロと名乗るクラブが他にもあるため、サンパウロ-RS (São Paulo-RS) と表記されることがある。

## 歴史
SCサンパウロは1908年10月4日に、アドウフォ・コヘイアと若いスポーツマンたちによって創設された。クラブ名はアドウフォ・コヘイアの故郷がサンパウロであることに由来する。サンパウロは1933年に最初のタイトルとなるカンピオナート・ガウショ（リオグランデ・ド・スル州選手権）を獲得した。1985年にコパ・ベント・ゴンサウヴェスに優勝した。
セリエAには3度参加した。最初の参加となった1979年は42位、次の1980年は41位、最後となっている1982年は31位だった。
2021年10月6日、MFのウィリアム・リベイロがECグアラニとのカンピオナート・ガウショセリエA2リーグでの試合中、前々日にファウルを宣告した主審に対しキックなどの暴行を働き、主審は意識不明となり殺人未遂として逮捕された。チームはリベイロを即時契約解除した。

## タイトル

### 国内タイトル
- カンピオナート・ガウショ : 1回
  - 1933
- コパ・ベント・ゴンサウヴェス : 1回
  - 1985

なし

## ダービー
サンパウロとリオ・グランデのダービーマッチはリオ＝リタ (Rio-Rita) と呼ばれる。